# Segelfluggelände Hayingen

i7
i11
i13
Das Segelfluggelände Hayingen liegt in der Stadt Hayingen im Landkreis Reutlingen in Baden-Württemberg, etwa 2 km nordwestlich des Zentrums von Hayingen.

## Flugbetrieb
Das Segelfluggelände ist mit einer 830 m langen und 30 m breiten Start- und Landebahn aus Gras (Richtung 13/31) ausgestattet. Es besitzt eine Betriebszulassung für Segelflugzeuge, Motorsegler, Ultraleichtflugzeuge und Motorflugzeuge mit einer höchstzulässigen Abflugmasse bis 2000 kg mit Sonderzulassung oder zum Zweck des Flugzeugschlepps. Segelflugzeuge starten per Flugzeugschlepp oder Windenstart. Der Halter und Betreiber des Segelfluggeländes ist der Luftsportverein Hayingen e. V.

## Geschichte
Der Luftsportverein Hayingen e. V. wurde 1956 gegründet. Das Segelfluggelände Hayingen wurde 1957 in Betrieb genommen.